# 羽毛

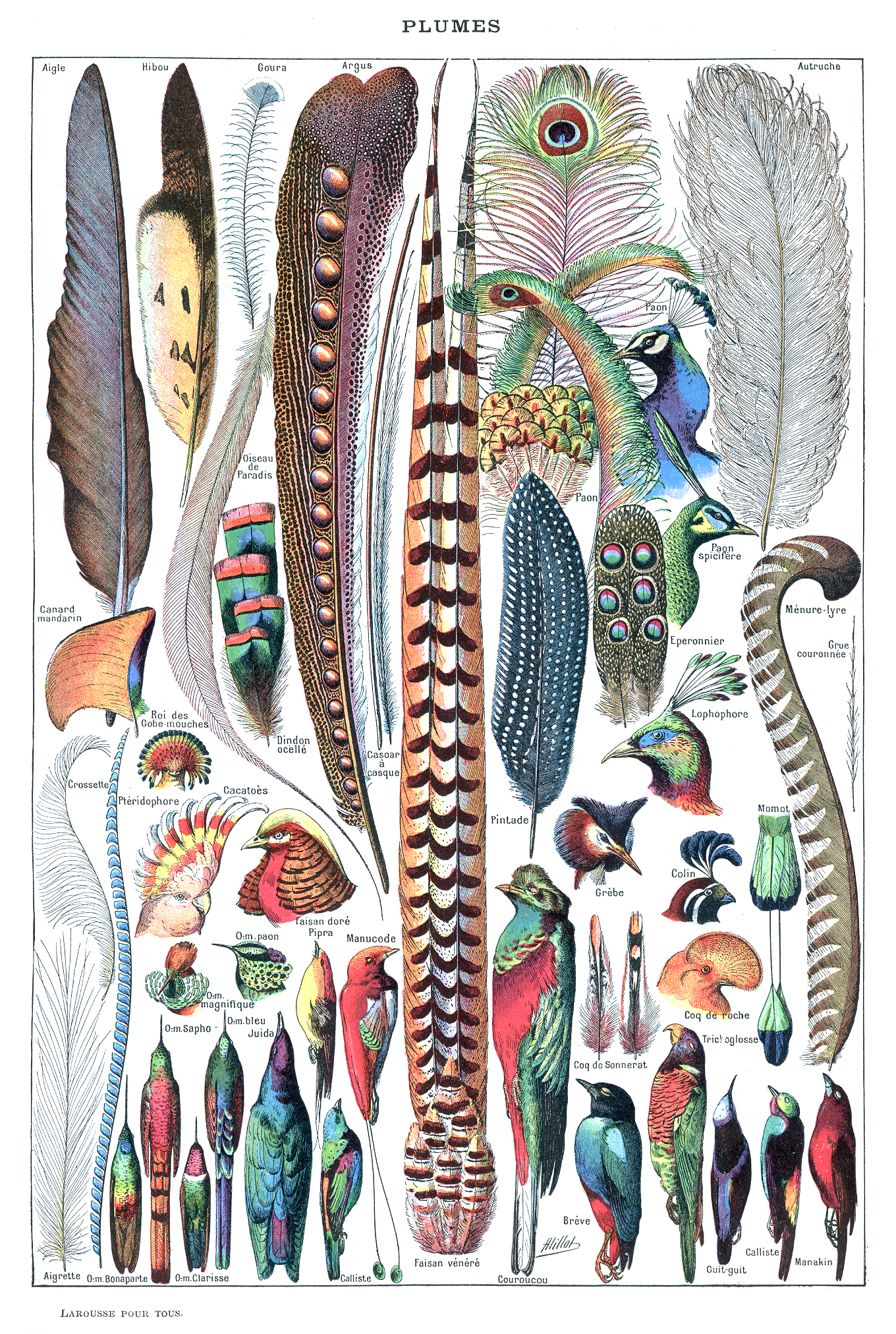

羽毛（うもう、英: Feather）とは、鳥類および（一部の）恐竜、翼竜の体表を覆う表皮の変形物である。皮膚から出るケラチン質のもので、爬虫類の鱗、哺乳類の毛に相当する。飛翔において重要な役割を果たし、浮力や保温の為に空気を蓄える役割も大きい。

## 構造
1. 羽根
2. 羽軸
3. 羽枝
4. 後羽
5. 翮(かく)

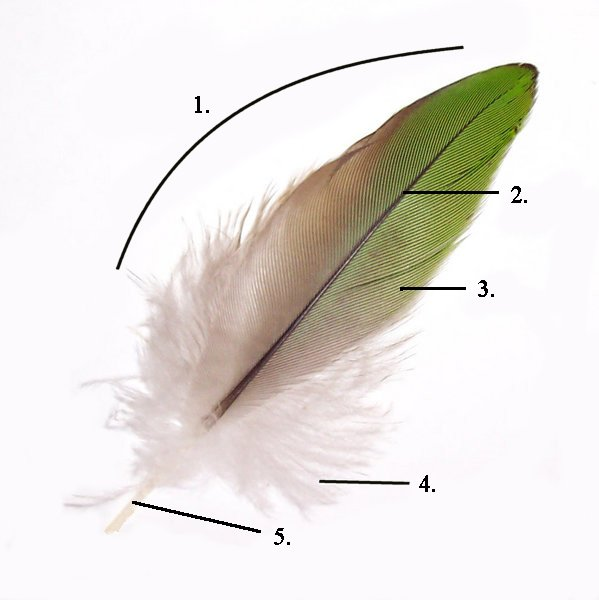
羽毛（正羽）の構造

羽区

羽毛には「正羽（せいう）」と「綿羽（めんう）」がある。
正羽は板状の羽毛で、中心の羽軸とその両側の羽弁からなり、羽弁は多数の羽枝と羽小枝が互いに鉤で組合わさっている。体表面上の「羽区」とよばれる特定の領域に生える。
綿羽は板状にならない羽毛で、重なり合った正羽の下に生え、羽軸がないか、あっても非常に柔らかく、羽小枝が鉤で結び合っていない。ふわふわした手ざわりで、主に保温と防水の役割を果たす。
羽毛は少なくとも年一回生え変わる。生え初めは「羽鞘（うしょう）」に包まれ、血管からの養分によって成長し、やがて色素や空胞ができ美しい色を発する。

## 機能
羽毛には以下の機能がある。
- 体温の保持：鳥類の恒温性には不可欠。
- 飛翔：翼や尾の正羽は飛翔に用いられる。
- 外形の流線形化：体羽は飛翔に適した流線形の体の外形つくる。
- 撥水：体羽は水を弾く。
- 求愛ディスプレイ（一部の種）

## 進化

羽毛の進化段階

羽毛は鳥類の特徴であるが、最近では非鳥類恐竜にも羽毛が生えていたことは広く定説になっている（羽毛恐竜を参照）。また、翼竜にも羽毛が確認されている。
羽毛は、以下の段階を経て進化したと考えられている。
1. 単枝
2. 複数の枝が基部で結合
3. 複数の枝が基部で中央の枝に結合
4. 中央の枝に沿って複数の枝が分岐
5. 膜構造の先端から複数の枝が生じる
6. 羽軸と羽枝を持つ羽弁からなる対称な羽毛
7. 羽軸と羽枝を持つ羽弁からなる対称な非対称な羽毛
8. 羽軸を持つ未分化の羽毛

## 人間による利用
人間の利用という観点からは、特に綿羽を「羽毛」と呼び、正羽を「羽根」と呼ぶことが多いようである。

### 綿羽（羽毛）

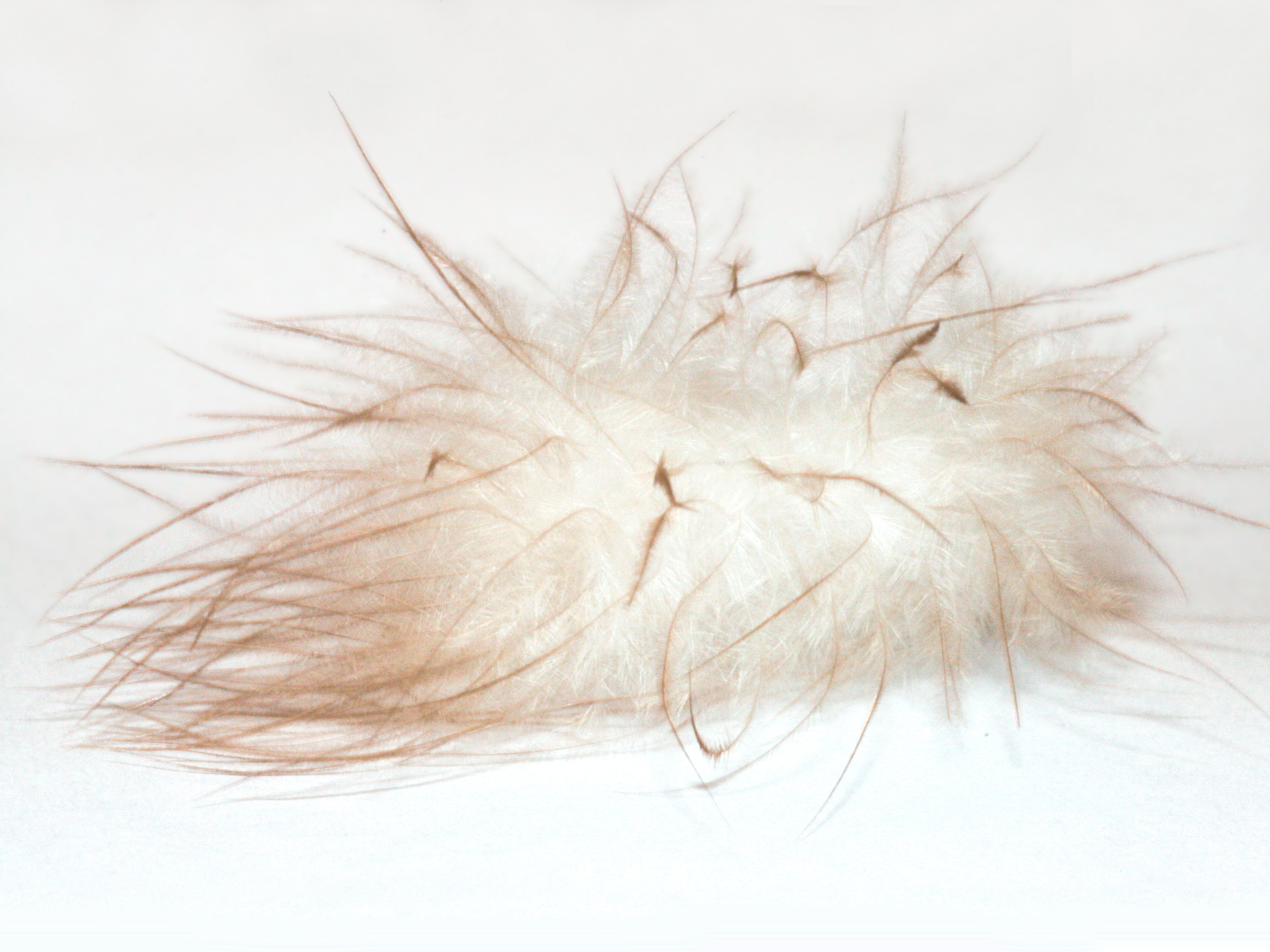
綿羽。ダウン。

寝具や防寒具の中綿として使用されるふわふわした羽毛。羽根毛、ダウンなどとも呼ぶ。
構造と特徴
羽毛1つ1つはダウンボールと呼ばれ、真ん中の核から手のひらのように羽枝がたくさん広がった構造を持っている。羽枝を広げた羽毛同士が集まると多くの空気を保持することができ、それが保温層となって保温力を保つ。羽毛の羽枝は柔らかいが復元性に優れ、空気を含むための嵩（かさ）を稼ぎやすくなっている。雛鳥よりも成鳥から取れた羽毛の方が1つ1つのダウンボールが大きいため嵩が出て保温性が高い。
用途など
多くの空気を取り込むことができ保温性に優れていることから、衣料品（ダウンジャケット）、布団（羽毛布団）、寝袋（シュラフ）、枕として用いられる。これらの素材には高緯度地域で飼育された、カモ科の家禽（ガチョウやアヒル）の胸付近の綿毛が用いられていることが多い。ガチョウの胸毛はグースダウンと呼ばれ、アヒルの胸毛はダックダウンと呼ばれている。

### 正羽（羽根）
鳥の羽毛のうちでも軸の通ったもの、羽条の整ったもの、見た目の美しいものは、それぞれに重宝され、さまざまな用途に使われてきた。
用途など
- 矢羽
- バドミントンのシャトル
- 羽根ペン
- ラコタ族のピース・パイプ
- ネズパース族のボンネット

風切り
空中に投げ出される物体に取り付けて、軌道を安定させるなどの効果を利用する。プラスチック以前の時代には、このような用途には鳥の羽根が最適の素材であった。
- 矢羽（やばね）
- 羽根突きの羽根
- バドミントンのシャトルコック

ペン
英語 pen がラテン語 penna 「羽根」に由来することからもわかるように、西洋圏では最も早くに広く普及した筆記具が羽根ペンであった。羽根の軸は中空になっていて適量のインクを保持できる。これを適時インクに浸しながら字を書いたものである。
装飾
宗教的・呪術的な意味づけや、後にはおもに審美的な理由から、装身具としても多用されてきた。民族衣装に羽根を使っている民族も多い。
- 頭の羽根飾り
  - エグレット
  - マヒオレ（英語版） - ハワイの装束
  - モンテスマの羽根飾り（英語版） - メキシコの装束
  - ウォーボンネット - インディアンの装束
  - プルーム (羽根)(en)
  - ハックル（英語版）
  - en:Toupha（ギリシア語: τοῦφα / toúpha or τουφίον / touphíon） - 皇帝の冠、騎手の兜を飾る羽根束
- ユサール
- 馬用の兜チャンフロン

意思表示
詳細は寄付#募金・義援金の形態を参照。
特定の色に染めた羽根を身につけることで思想や運動への賛意を表明するもの。またチャリティーや啓発キャンペーンのアイキャッチにも利用される。
- 緑：緑の募金。緑化事業。
- 黄：腎臓移植運動。
- 青：青い羽根募金。水難救助ボランティアへの支援。（日本水難救済会）
- 赤：赤い羽根共同募金。社会福祉・途上国に役立てられる。
- 水色：海難事故で親を亡くした遺児育英事業支援。（漁船海難遺児育英会）

フェザーミール
食肉処理により生じた食鳥の羽毛は、フェザーミールとして飼料や肥料に用いられる。
その他
- 羽ぼうき
- 羽はたき
- 毛ばり（疑似餌）

転義など
- 機械などで板状の部品が多数使用されているときに、そのひとつひとつを羽根と呼ぶことがある。「水車の羽根」「タービンの羽根」「ラジエーターの羽根」など。
- 天気図において風向や風力を表す記号を羽根と呼ぶ。
- 焼餃子を焼き上げる際に底面にできる薄皮を羽根と呼ぶ（羽根つき餃子）。
- 軽いという意味に使う事がある、ボクシングのフェザー級など。

### 健康への影響
羽毛から発生する微粉塵を長期間吸い込んだ場合、羽毛に対するアレルギーが生じ過敏性肺炎や間質性肺炎を発症することがある。しかし、自身が鳥関連過敏性の体質であることに気がつかないまま重症化し、「特発性間質性肺炎」や「特発性肺線維症」と診断されるが有効な治療が行えず慢性過敏性肺炎に重症化する例が報告されている。

## ファッション産業における羽毛利用の問題
毛皮が動物福祉の観点から忌避されにつれて、羽毛の利用が増えている。しかし羽毛の利用は野生動物を殺害し生物多様性を損失を伴うこと、また羽毛採取の過程で、ダチョウ、クジャク、キジ、その他の鳥類に多大な苦痛、切除、不当な屠殺行われてる問題が指摘されている。